# Хлорофил
Хлорофили (гр. chloros = зелен и phyllon = лист) су зелени пигменти смештени на тилакоидима хлоропласта где учествују у процесу фотосинтезе као сакупљачи светлости (тзв. соларне антене) и фотоелектрични трансформатори. Његово име потиче од грчких речи χλωρός, khloros („бледозелено“) и φύλλον, phyllon („лист“). Хлорофил омогућава биљкама да апсорбују енергију из светлости.
Хлорофили најјаче апсорбују светлост у плавом делу електромагнетног спектра, као и у црвеном делу. Насупрот томе, он је лош апсорбер зелених и скоро зелених делова спектра. Отуда ткива која садрже хлорофил изгледају зелено, јер је зелена светлост, дифузно рефлектована од структура попут ћелијских зидова, мање апсорбује. У фотосистемима зелених биљака постоје две врсте хлорофила: хлорофил а и б.

## Историја
Хлорофил су први изоловали и назвали Жозеф Бјенаме Кавенту и Пјер Жозеф Пелетије 1817. године. Присуство магнезијума у хлорофилу откривено је 1906. године, и било је то прво откривање магнезијума у живом ткиву.
Након почетног рада који је обавио немачки хемичар Рихард Вилштетер у периоду од 1905. до 1915, општу структуру хлорофила а је разјаснио Ханс Фишер 1940. До 1960. године, када је већи део стереохемије хлорофила а био познат, Роберт Бернс Вудвард је објавио потпуну синтезу молекула. Године 1967, последње преостало стереохемијско објашњење је завршио Ијан Флеминг, а 1990. Вудворд и његови коаутори су објавили ажурирану синтезу. Објављено је да је хлорофил ф присутан у цијанобактеријама и другим кисеоничним микроорганизмима који формирају строматолите 2010; молекуларна формула C55H70O6N4Mg и структура (2-формил)-хлорофила а су изведене на основу NMR, оптичког и масеног спектра.

## Врсте хлорофила и апсорпциони спектар
Постоји више врста хлорофила:
- хлорофил а је главни пигмент фотосинтезе и садрже га све зелене биљке које обављају фотосинтезу;
- хлорофил б се налази у вишим биљкама и зеленим алгама;
- хлорофил ц имају мрке алге;
- хлорофил д, пигмент црвених алги
- бактериохлорофил, специфичан хлорофил у фотосинтетичким бактеријама који фотосинтезу може да врши и у мраку.

Хлорофили б, ц и д су помоћни (секундарни) фотосинтетички пигменти. Поред наведених врста хлорофила помоћним пигментима припадају и каротеноиди и фикобилини. Они апсорбују светлост оних таласних дужина које пропушта хлорофил а чиме повећавају ефикасност фотосинтезе преносећи ту апсорбовану енергију на хлорофил.
Хлорофили апсорбују светлост у плавом (430-490 nm) и црвеном (630-760 nm) делу спектра (видети слику), а зелену светлост пропуштају па отуда имају зелену боју. Хлорофил има способност флуоресценције, што значи да светлост коју апсорбује може поново да отпусти, али као светлост веће таласне дужине, далекоцрвене. Због тога је раствор хлорофила, посматран у епрувети у одбијеној светлости, тамноцрвене боје.
Скуп свих таласних дужина светлости које апсорбује неки пигмент чине његов апсорпциони спектар, а скуп свих таласних дужина које учествују у фотосинтези представља апсорпциони спектар фотосинтезе.
Количински однос хлорофила а и б у телу виших биљака зависи од количине светла којом су изложене. Тако добро осветљене биљке имају три пута више хлорофила а него хлорофила б, док оне које живе у сенци имају више хлорофила б. Разлог томе је појава означена као комплементарна хроматична адаптација према којој биљке стварају пигменте чија је боја подударна боји расположиве светлости. У шумској заједници где је изражена спратовност високо дрвеће је добро осветљено и нагомилава хлорофил а, док нижи спратови биљака повећавају количину хлорофила б да би њиме апсорбовали светлост коју су крошње дрвећа пропустиле.

## Хемијска структура
Хлорофил, хемоглобин и витамин Б12 имају сличну хемијску структуру, али им се улоге у ћелијама биљака и животиња битно разликују.
Хлорофил је по хемијској грађи порфиринско једињење изграђено од:
- порфиринског прстена у чијем се центру налази атом магнезијума (Mg); порфирински прстен је активни део молекула;
- фитолног ланца у виду продужетка (реп хлорофила) липофилних својстава преко кога се молекул причвршћује за тилакоидну мембрану (видети слике).

Хлорофили а и б се међусобно разликују по томе што је код хлорофила а на позицији 3 у порфиринском прстену метил група (CH3), док је на истој позицији код хлорофила б алдехидна група (CHO).

## Фотосистеми и ЛЦХ комплекси
На тилакоидним мембранама пигменти се удружују са протеинима градећи нарочите макромолекулске комплексе пигмент/протеин који се означавају као:
- фотосистем I који садржи хлорофил а и хлорофил б у односу 12:1, β-каротен (припада каротеноидима) и полипептида; лоптастог је облика и велике молекулске масе од 110 000 Da;
- фотосистем II се састоји од хлорофила а и б у једнаким количинама (1:1), ксантофила, феофитина и комплекса мангана који оксидује воду; има јајаст облик и мању молекулску масу од фотосистема I (32 000 Da)

У фотосистему I главни пигмент је молекул хлорофила а који апсорбује светлост максималне таласне дужине 700nm (означава се као P700), док је у фотосистему II хлорофил а који упија светлост таласне дужине 680 (означава се као P680). Оба фотосистема функционишу по истом начелу: апсорбују сунчеву светлост и претварају је у хемијску енергију.
Према најновијим истраживањима макромолекулских комплекса тилакоидне мембране сматра се да су фотосистеми нешто сложеније грађе и да обухватају комплекс, скраћено назван ЛХЦ (LHC од англосаксонског Light Harvesting Complex = комплекс који жање светлост), у коме је сконцентрисано 99% хлорофила, практично сав хлорофил који је везан за тилакоидну мембрану.
ЛХЦ комплекс је изграђен од два основна дела:
- антене која жање сунчеву светлост и
- реакционог центра који је хвата.

Између ова два дела, бар када је у питању фотосистем II, налази се читав низ даваоца и примаоца електрона чији се број процењује на преко 20. За неке од њих се зна да су интегрисани протеини док други, за које се сматра да су периферни протеини, још нису сасвим проучени.
ЛХЦ II, као део фотосистема II, се сматра најважнијим жетеоцем сунчеве светлости. У пределу антене је изграђен је од 7 молекула хлорофила а и 5 молекула хлорофила б, којима су придодата још 2 молекула каротеноида. Молекули ових пигмената су на посебан начин просторно оријентисани у односу на протеински део антене. У реакционом центру налазе се само 2 молекула хлорофила који имају улогу хватања светлости.
Када се узму у обзир ова новија сазнања о ЛХЦ комплексима, онда се добија много сложенија слика грађе фотосистема, мада треба напоменути да је доста тога још недовољно познато. Тако фотосистем II највероватније има веома сложену грађу коју чине две антене између којих су преносиоци електрона, док су у самом центру смештена два реакциона центра постављена један према другом.

## Функција и биолошка ефикасност фотосистема
Поједностављено и у најкраћим цртама функција фотосистема своди се на следеће: у нивоу антена се апсорбује светлосна енергија, а затим помоћу електротранспортног ланца (ланац преносилаца електрона) се преноси до реакционог центра при чему долази до ослобађања енергије која се искористи за избацивање протона у лумен тилакоида. То покреће са једне стране синтезу АТП, а са друге стране доводи до редукције НАДП и оксидације воде до молекулског кисеоника који се ослобађа у атмосферу. 
Како молекули хлорофила апсорбују светлост? Свака врста хлорофила апсорбује светлост тачно одређене таласне дужине у зависности од свог апсорпционог спектра. При томе електрони молекула хлорофила постају богатији енергијом, која је једнака апсорбованом кванту светлости (фотону) и прелазе у побуђено (ексцитовано) стање, односно, на следећу орбиталу која одговара повишеној енергији. У молекулу хлорофила електрон може да пређе на две могуће орбите побуђеног стања једну која одговара фотону црвене (нижа), а другу која одговара фотону плаве светлости (виша). 
Ексцитирани електрон напушта молекул хлорофила и прихвата га акцептор електрона (фередоксин) који се при томе редукује, док сам молекул хлорофила остаје оксидован (позитивно наелектрисан). Оксидовани молекули хлорофила изгубљене електроне надокнађују од тзв. донора (даваоца) електрона. Хлорофили фотосистема II надокнађују електроне из воде, а фотосистема I то чине из фотосистема II.

## Озелењавање етиопласта
Када се биљка после исклијавања стави у мрак она ће једно време да се развија и расте, али ће изгубити боју и свежину, односно, постаће етиолирана (фр. etioler = ипијати). Пластиди такве биљке губе пигменте и такође постају безбојни и називају се етиопласти. 
Ако се таква етиолирана биљка осветли, долази до структурних промена и до синтезе хлорофила. У етиопластима се налази већина компонената за фотосинтезу, али се од пигмената налази само каротеноид пошто се хлорофили а и б не стварају у мраку. После два сата након осветљења биљке у етиопласту се из прекурсора, протохлорофилид а, синтетише хлорофил а који се везује за протеине чиме настаје фотосистем I. Синтеза осталих пигмената тече постепено, а тиме и озелењавање и преображај етиопласта у хлоропласте. После синтезе хлорофила а долази до синтезе хлорофила б, да би се затим образовао целокупан фотосистем I. Фотосистем II образује се касније.